# Universidad de Hasselt
La Universidad de Hasselt (en neerlandés: Universiteit Hasselt, UHasselt) es una universidad belga en lengua neerlandesa establecida en Hasselt en 2005. 

## Historia

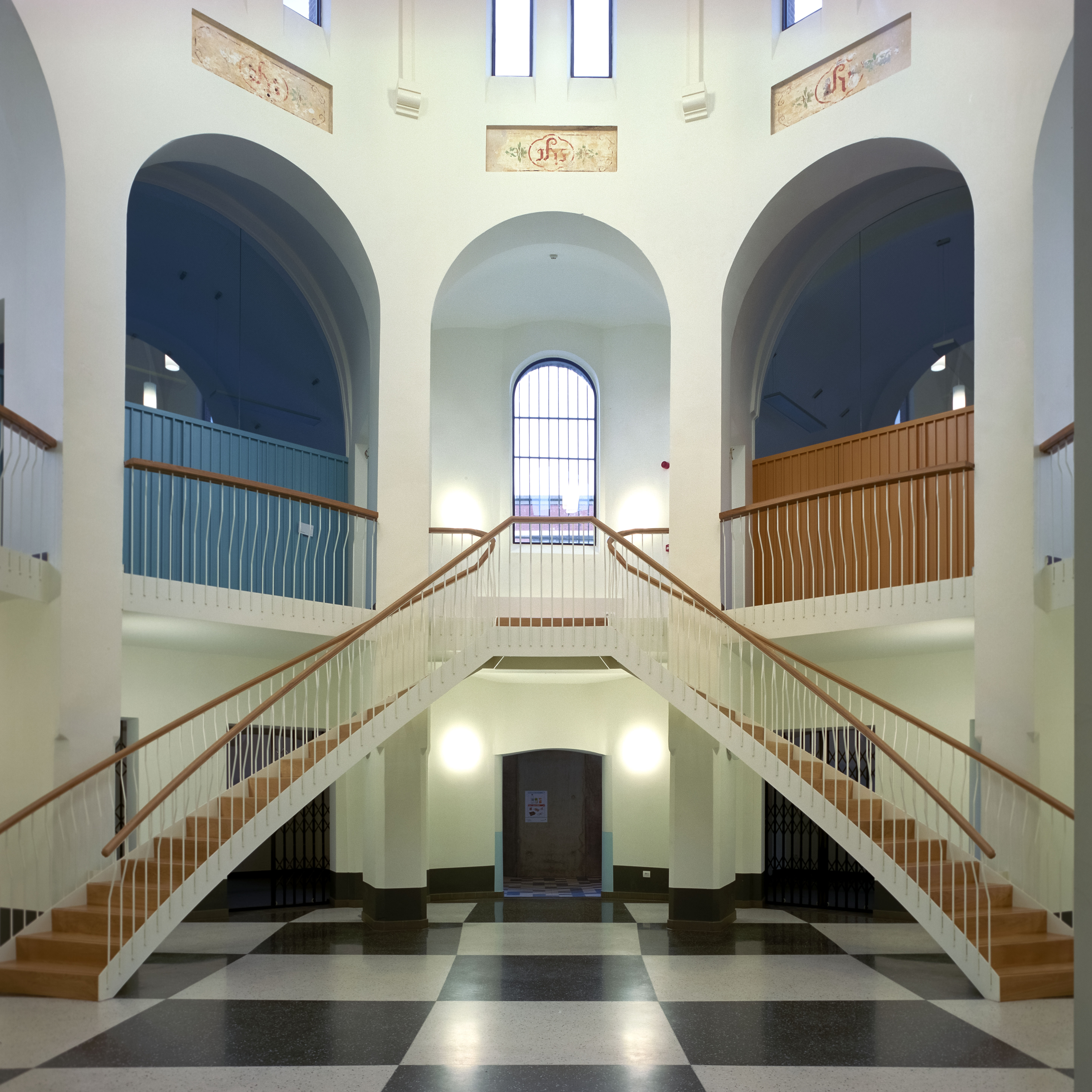

Universiteit Hasselt fue fundada en Diepenbeek en 1971 bajo el nombre de Limburgs Universitair Centrum (LUC), pero hasta 1973 la universidad no abrió sus puertas. En 1973 se dio por inaugurada la institución y se recibió a los primeros estudiantes. En ese primer momento fue un Centro universitario en Limburgo dependiente de la Universidad KU Leuven. Adoptó su nombre actual el 15 de junio de 2005, cuando se trasladó a la ciudad de Hasselt. Hasta 1991, el LUC tenía dos facultades: la Facultad de Medicina-Odontología y la Facultad de Ciencias (con programas de estudio en Matemáticas, Física, Informática, Química y Biología). En 1991, la institución amplió el alcance de su plan de estudios al transformar la Limburg Business School (Economische Hogeschool Limburg), un centro universitario independiente ubicado en el mismo campus de Diepenbeek, en Facultad de Economía Aplicada del LUC. En esa etapa el LUC tenía derecho a organizar programas de posgrado y otorgar títulos de doctorado en sus tres facultades.
En 2002, el LUC y la Universidad de Maastricht crean conjuntamente la llamada Universidad Transnacional de Limburgo (tUL), una asociación internacional de dos universidades en dos países de la Unión Europea. Los programas de ciencias de la computación, estadística y ciencias biomédicas se organizaron bajo el paraguas tUL.
En 2003, el LUC y los colegios universitarios Limburg PHL y XIOS (que se fusionaron para formar PXL University College) establecen la Asociación de Universidades de Limburgo (AUHL). En 2004, se agregan al plan de estudios programas de licenciatura y maestría en ciencias del transporte, los únicos de su tipo en Flandes. En 2005, el LUC pasa a denominarse Universidad Hasselt o UHasselt.

## Centros
La Universidad de Hasselt tiene seis institutos dependientes:
- BIOMED - Instituto de Investigación en Biomedicina
- CenStat - Centro de Estadística
- CMK - Centro de Ciencias Medioambientales
- EDM - Centro para expertos en TIC
- IMO - Instituto de Investigación de Nuevos materiales
- IMOB - Instituto de Investigación para el Transporte

## Egresados de la Universidad de Hasselt
- Marc van Ranst, médico epidemiólogo belga.